# Wiedertaufe
Die Wiedertaufe ist die erneute Taufe eines bereits getauften Menschen. Die meisten christlichen Kirchen betrachten die Taufe als ein einmaliges Geschehen; die Begründungen dafür sind unterschiedlich.

## Exegetische Unterschiede
Insbesondere die Kirchen, die die Kindertaufe praktizieren, gehen in ihrer Tauflehre davon aus, dass in der Taufe nicht der Mensch, sondern der dreieinige Gott der Handelnde ist (siehe auch: Sakrament). Bei einer erneuten Taufe, so die Argumentation, werde damit die Handlung Gottes bei der Ersttaufe verworfen. Aus dieser Sicht heraus wird die Wiedertaufe als gegen Gott gerichtetes Handeln verstanden.
Vertreter der Gläubigentaufe hingegen betrachten die biblische Taufe als ein Zeugnis und einmaliges Festmachen der eigenen Glaubensentscheidung vor der Gemeinde. Eine Kindertaufe erfülle diese Voraussetzungen nicht.

## „Wiedertaufe“ im Neuen Testament
Um zu belegen, dass bereits im neuen Testament die Wiedertaufe vorkommt, wird zuweilen eine Stelle in der Apostelgeschichte (Apg 19,1–7 ) angeführt. Sie schildert die Begegnung zwischen dem Apostel Paulus und Jüngern des Täufers Johannes. Paulus fragt sie, auf welchen Namen sie getauft seien. Sie antworten, dass sie die Johannes-Taufe empfangen hätten. Daraufhin tauft Paulus sie erneut, allerdings auf den Namen Jesu. Dieser Abschnitt wirft die Frage nach dem Verhältnis von Johannes-Taufe und christlicher Taufe auf. Man hat diese Frage unter anderem so beantwortet: Johannes habe sich als Wegbereiter Jesu verstanden. Die Johannes-Taufe sei eine Taufe zur Vergebung der Sünden, eine Bußtaufe. Die christliche Taufe hingegen erfolgt auf den Namen des Dreieinigen Gottes bzw. auf den Namen Jesu. Beide Taufen sind also theologisch voneinander zu unterscheiden. In der interkonfessionellen Taufdiskussion gebrauchen zuweilen die Vertreter der Gläubigentaufe diese Deutung: Die Kindertaufe sei eine „Weg bereitende“ Taufe auf Christus hin und könne deshalb „noch einmal“ vollzogen werden, wenn der als Kind Getaufte Christus persönlich gefunden habe.

## Konditionaltaufe
Die römisch-katholische Kirche und die Selbständige Evangelisch-Lutherische Kirche (SELK) kennen die so genannte Konditionaltaufe (baptismus sub conditione). Hier werden Menschen getauft, die sich nicht sicher sind, ob sie bereits gültig getauft wurden. Die Konditionaltaufe wird mit den Worten eingeleitet: Unter der Bedingung, dass du nicht gültig getauft bist, taufe ich dich …. So wird die Unsicherheit über den Empfang der Taufe beseitigt, zugleich aber die in diesen Kirchen streng verbotene Wiedertaufe vermieden.

## Heutige Kontroverse
Kirchen, in denen die Praxis der Kindertaufe die Regel ist, erheben gegenüber taufgesinnten Freikirchen manchmal den Vorwurf, sie seien Wiedertäufer, wenn sie jemanden, der die Kindertaufe empfangen hat, taufen. Freikirchen dieser Prägung betrachten jedoch die Kindertaufe als unbiblisch und deshalb ungültig. Ihr fehlt nach dieser Auffassung ein wesentliches Element: die persönliche Entscheidung des Täuflings für ein Leben in der Nachfolge Jesu. Wenn sie also einen Menschen erst nach seiner Entscheidung taufen, betrachten sie dieses Vorgehen als biblisch begründet. Für sie handelt es sich auch dann um eine Ersttaufe, wenn dieser Täufling bereits aus Sicht einer Herkunftskirche als Unmündiger, z. B. als Säugling, gültig getauft worden ist. Eine Taufe wird auch in taufgesinnten Freikirchen nicht an Menschen vollzogen, die bereits aufgrund einer bewussten Glaubensentscheidung für Christus getauft worden sind, da auch sie eine gültige Taufe für unwiederholbar halten.
Daher wird deutlich, dass die Bewertung, ob eine Wiedertaufe vorliegt oder nicht, davon abhängig ist, ob eine frühere Handlung als gültige Taufe angesehen wird oder nicht.
Aus der Sicht der Evangelischen Kirche Deutschlands wie z. B. der Evangelisch-Lutherischen Landeskirche Sachsens, aber auch der SELK ist eine Taufe, die sie als Wiedertaufe ansehen, gleichbedeutend mit dem Kirchenaustritt:

„Wer sich wiedertaufen lässt, bezweifelt die Geltung der als Kind oder Erwachsener empfangenen Taufe und widerspricht der Lehre und Praxis der Taufe in der evangelisch-lutherischen Kirche. Dem ist seelsorgerlich nachzugehen, auch der bekundeten Absicht dazu. Mit einer Wiedertaufe geschieht die Trennung von der Landeskirche, solange die Betreffenden sich nicht von der Wiedertaufe distanzieren und ihr Einverständnis mit Lehre und Praxis der Taufe in der evangelisch-lutherischen Kirche bekunden.“

## Verfolgungsgeschichte
In den Bekenntnisschriften der evangelisch-lutherischen Kirche werden die „Wiedertäufer“ mit dem Anathema (zu deutsch: Kirchenbann) belegt. So heißt es beispielsweise im grundlegenden Bekenntnis der lutherischen Kirchen, dem Augsburger Bekenntnis im Artikel 9:
Von der Taufe wird gelehrt, dass sie nötig sei, und dass dadurch Gnade angeboten werde; dass man auch die Kinder taufen soll, welche durch die Taufe Gott überantwortet und gefällig werden. Derhalben werden die Wiedertäufer verworfen, welche lehren, dass die Kindertaufe nicht recht sei.
Im 16. Jahrhundert kam es durch römisch-katholische und evangelisch-reformierte Machthaber zu Verfolgungen der sogenannten Wiedertäufer. Ulrich Zwingli gab schon 1519 den Glauben auf, dass nicht getaufte Kinder, die dann sterben, für das ewige Heil verloren seien. 1521 nannte er die Lehre, dass die Taufe von der Erbsünde reinigen könne, einen Aberglauben. Dennoch distanzierte sich Zwingli von den Täufern, weil diese die Trennung von Kirche und Staat wollten. Er befürchtete, dass die Reformation in Zürich dadurch scheitern könnte und der Katholizismus wieder eingeführt würde. Dadurch wurden auch die Täufer in Zürich verfolgt, wie z. B. Felix Manz.
In Zentraleuropa dauerte die Verfolgung bis zur Mitte des 19. Jahrhunderts an. Tausende starben dabei.